# Leo Gumilevsky
Leo Gumilevsky (Леў Гумілеўскі) es un escultor bielorruso, nacido el 31 de octubre de 1930 en Moscú . En el año 1991 fue nombrado Artista nacional de Bielorrusia - en bielorruso: Народны мастак Беларусі.
Vive y trabaja en Minsk, junto a su hijo Sergey Gumilevsky, también escultor.

## Obras
Entre las obras de Leo Gumilevsky se incluyen:
- El monumento a Yanka Kupala en Minsk[2]